# Psychoda arcuata
Psychoda arcuata är en tvåvingeart som beskrevs av Satchell 1953. Psychoda arcuata ingår i släktet Psychoda och familjen fjärilsmyggor. Inga underarter finns listade i Catalogue of Life.